# Edgard Jules Wermenlinger
Edgard Jules Wermenlinger (9 juillet 1888-18 novembre 1956) est un ingénieur civil, marchand et homme politique fédéral du Québec.

## Biographie
Né à Montréal, il étudie au Collège Saint-Louis et à l'Université de Montréal. En 1932, il devint commissaire scolaire à Verdun et devint échevin dans cette ville l'année suivante.
Élu député du Parti conservateur dans la circonscription fédérale de Verdun en 1935, il est défait en 1940 par le libéral Paul-Émile Côté.